# Лиска золотолоба
Лиска золотолоба  (Fulica leucoptera) — водоплавний птах родини пастушкових.

## Опис

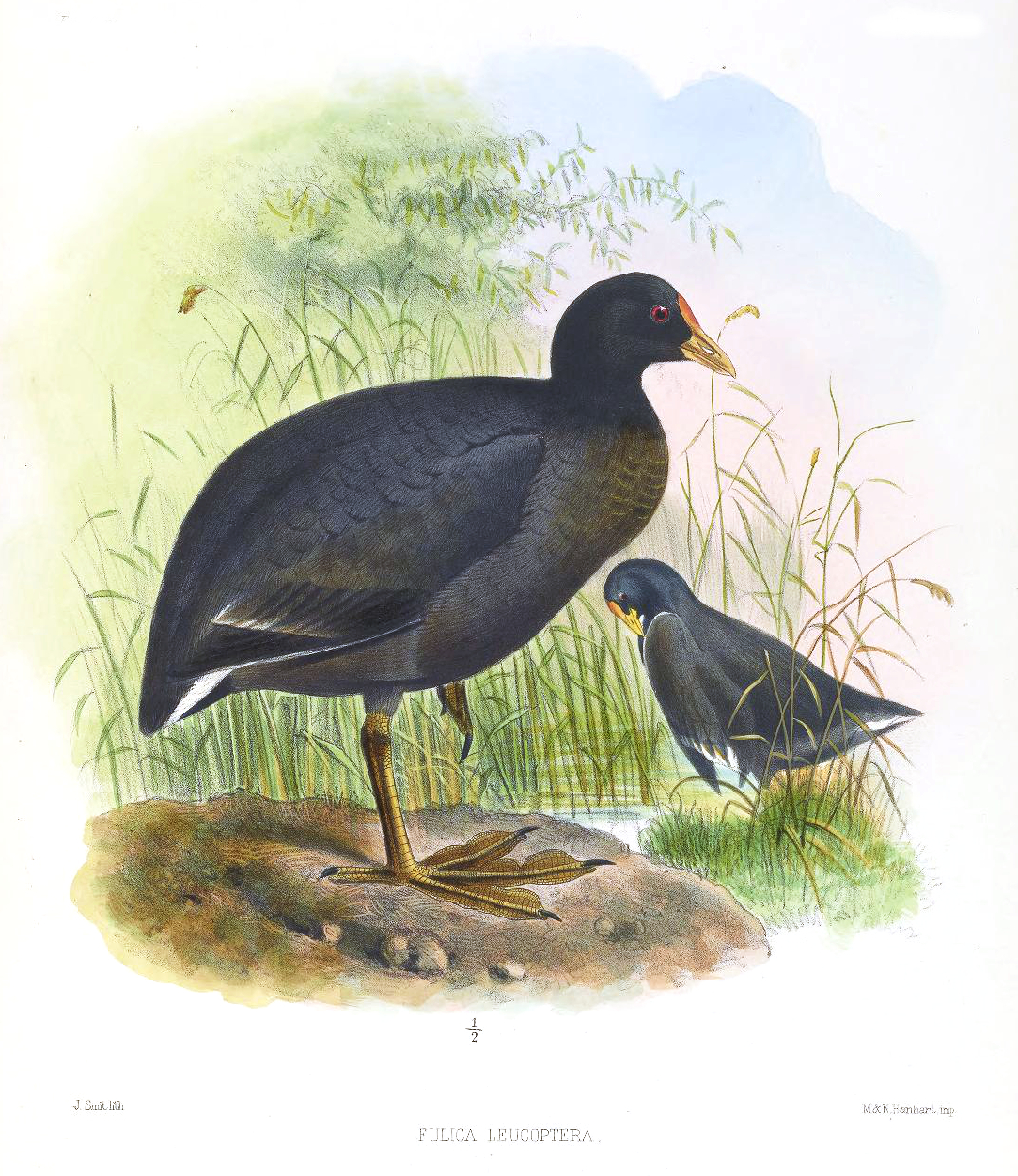

Довжина тіла сягає 40 см. Розмірами і забарвленням нагадує американську лиску. Дзьоб і ноги жовтуваті, "бляшка" на лобі яскраво-жовта. Крила птаха загалом темно-сірого кольору, і лише при польоті видно білі кінчики другорядних махових пір'їн.

## Екологія
Це численний вид, що населяє різні види водоймищ, як прісні, так і солоні. Порівняно з іншими південноамериканськими лисками, цей вид активно літає. Гніздиться птах на рівнинних, порослих рослинністю ділянках. Може гніздитися і на воді, створюючи плавуче гніздо, прикріплене до дна водною рослинністю. Відкладає від 4 до 9 світло-коричневих з темними плямками яєць. Розміри яйця 49 мм x 33 мм. Пташеня покидає гніздо через 6 годин після вилуплення. Птах харчується зерном, злаками, може вживати безхребетних.

## Поширення
Птах поширений майже по всій Південній Америці: на південному заході Бразилії, на узбережжі Еквадора, в Уругваї, Парагваї, Чилі, Болівії та Аргентині, включаючи Фолклендські острови, Південні Сандвічеві острови і острови Південна Джорджія.